# 小孤島大醫生
《小孤島大醫生》，又名《離島大夫日誌》、《五島醫生診療所》，是一部依山田貴敏漫畫原作《孤島診療所》改編成的電視劇。而山田又依「Dr.瀬戸上離島診療所日記」來畫作。此劇在距臺灣約111公里遠的與那國島拍攝（片中亦多次提及臺灣），全劇描寫一位原是眾所公認前途無量的優秀醫師，因為發生某個事件，毅然決然決定從東京來到沒有醫師、缺乏醫療環境的離島志木那島。在另一位島上土生士長的護士幫助下，一起協助島上居民對抗疾病，同時二人間也發生了一連串互動的感人故事。
首次放映的「2003年系列」於日本創造出極佳收視率，故又於2004年拍攝特別篇（即「2004年系列」，於同年11月12、13兩日放送）。兩年後又正式拍攝第二次，為「2006年系列」。截至目前總計有3個系列。
自2006年播出以來經過16年，宣布電影將於2022年12月16日上映。

## 2003系列劇集／2004系列（特別篇·SP）

### 演員
主要演出
| - 五島健助： 吉岡秀隆 - 星野彩佳： 柴咲幸 - 原 剛利： 時任三郎 - 原 剛洋： 富岡涼 - 西山茉莉子： 大塚寧寧 - 星野昌代： 朝加真由美 - 坂野 孝： 大森南朋 - 中村三郎： 坂本長利 - 山下一夫： 納谷真大 - 山下道子： 森上千繪 - 山下邦夫： 春山幹介 - 山下明夫： 今福將雄 | - 宮野純平： 池田晃信 - 宮野真由美： 谷本真美 - 中村愁子： 大後壽壽花 - 川畑夏美： 大畑稚菜 - 山下 努： 船木誠勝 - 山下春江： 高橋史子 - 山下信一： 齊藤大貴 - 山下桃子： 松本梨菜 - 橋口 俊： 塩谷瞬 - 漁夫1： 栗脇高志 - 漁夫2： 東誠一郎 - 漁夫3： 熊耳宏之 | - 元木 渡： 山西惇 - 山下 重： 松田史朗 - ： 谷津勳 - 原澤 咲： 石田百合子 - 內子： 千石規子 - 和田一範： 筧利夫 - 安藤重雄： 泉谷茂 - 星野正一： 小林薰 |

客串演出

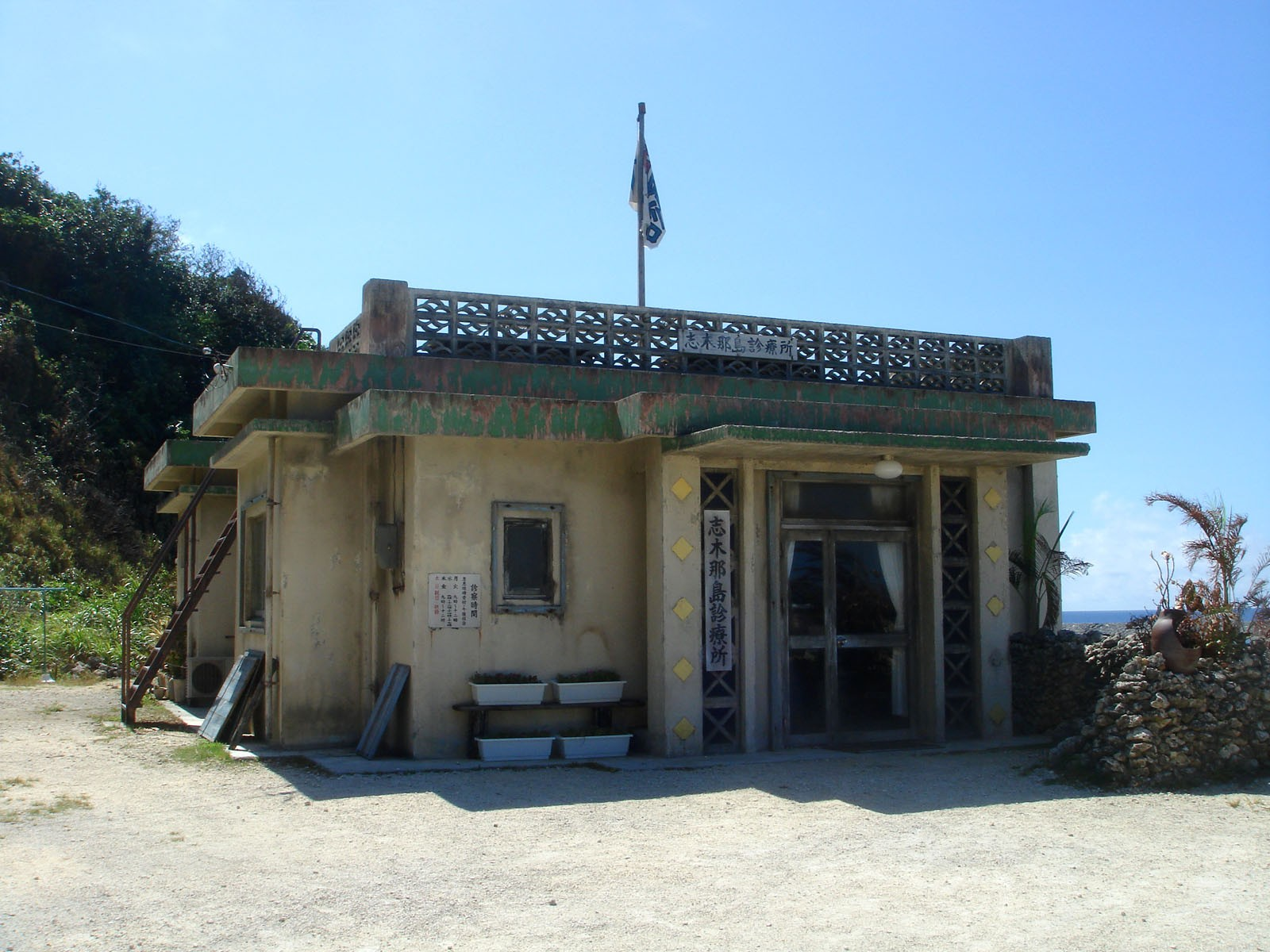
志木那島診療所（與那國島）

| - 笠井： 箕浦康子 （第1集） - 內 誠： 國村隼 （第2集） - 坂野： 櫻井幸子（第3集） - 坂野達郎： 高橋征郎（第3集） - 坂野和枝： 田畑ゆり（第3集） - 高村： 中根徹（第3集） - 蘆田： 木村佳乃（第4・5集） - 蘆田雄一郎： 龍雷太（第4・5集） - 安部純一： 井澤健（第4・5集） - 安部廣子： 白川和子（第4・5集） - 柏木秀一： 宇崎慧（第5集） - 杉本龍一： 神木隆之介（第6・7集） | - 安藤： 伊藤步（第7集） - 古川 徹： 柏原收史（第7集） - 巽 謙司： 津田寬治（第9・10集） - 巽久美子： 淺見麗奈（第9・10集） - 三上新一： 山崎樹範（第10・11集&特別編） - 奧村史朗： 大和田伸也 （第11集&特別編） - 熊谷英夫： 勝部演之 （第11集&特別編） - 北見康代： 木村綠子（特別編／第1夜・第2夜） - 荻野： 大方斐紗子（特別編／第1夜・第2夜） - 小澤信二： 光石研（2004特別編／前編・後編） - 小澤小百合： 神野三鈴（2004特別編／前編・後編） - 小澤： 尾崎千瑛（2004特別編／前編・後編） |

### 拍攝糾紛
此劇在拍攝過程中，因多次需要在夜間拍攝，以及拍攝期間造成許多噪音以及滋擾，這使島上居民相當不滿，更要求停止在島上的拍攝，因此攝製隊決定率先在島上播放此劇的第一集，播放完畢後，島民對此劇相當欣賞，也轉變態度對拍攝表示支持，在最後一集中有近百名島民在此劇中客串演出。

## 2006系列劇集

### 演員
經常演出
| - 五島健助： 吉岡秀隆 - 星野彩佳： 柴咲幸 - 原 剛利： 時任三郎 - 原 剛洋： 富岡涼 - 西山茉莉子： 大塚寧寧 - 仲依： 蒼井優 - 星野昌代： 朝加真由美 - 坂野 孝： 大森南朋 - 坂野： 櫻井幸子 - 坂野千賀： 畠山彩奈 | - 山下一夫： 納谷真大 - 山下道子： 森上千繪 - 山下邦夫： 春山幹介 - 中村三郎： 坂本長利 - 元木 渡： 山西惇 - 山下 努： 船木誠勝 - 山下春江： 高橋史子 - 山下信一： 石川真吾 - 山下桃子： 松本梨菜 - 宮野純平： 池田晃信 | - 小澤信二： 光石研 - 小澤小百合： 神野三鈴 - 小澤ひな： 尾崎千瑛 - 川畑夏美： 大畑稚菜 - 中村愁子： 大後壽壽花 - 宮野真人： 細田芳子 - 原 和子： 増子倭文江 - 剛洋的叔叔： 妹尾正文 - 山下 重： 松田史朗 - ： 谷津勳 | - 漁夫1： 熊耳宏之 - 漁夫2： 栗脇高志 - 漁夫3： 東誠一郎 - 漁夫4： 宮嶋剛史 - 鳴海 慧： 堺雅人 - 安藤重雄： 泉谷茂 - 和田一範： 筧利夫 - 星野正一： 小林薰 |

客串演出
| - 剛利的舊同事： 北見敏之 （第1・3・4集） - 山下左千夫： 石橋蓮司 （第2・11集）※11集攝影 - 島民： 山田貴敏 （第2集特別演出） - 宮野 博： 山崎銀之丞（第4集） | - 坂野和枝： 田畑ゆり（第7・8集） - 仲依知明： 忍成修吾（第9集） - 三上新一： 山崎樹範（第10・11集） - 五島沙知子： 宮本信子（第11集） |

## 工作人員
- 企畫：杉尾敦弘
- 原作：山田貴敏
- 編劇：吉田紀子
- 音樂：吉俣良
- 主題歌《騎在銀龍的背上》主唱：中島美雪（收錄在專輯《情書》）
- 插入歌《只有回憶太難過》主唱：柴咲幸（收錄在專輯《甜蜜》）
- 導演（2004系列）：中江功、小林和宏、平井秀樹
- 導演（2005系列）：中江功
- 導演（2006系列）：中江功、平井秀樹、高木健太郎
- 制作人（2004系列）：土屋健
- 制作人（2006系列）：中江功、增本淳、塚田洋子
- 協力制作人：東海林秀文
- 制作統籌：大多亮
- 原案協力：上阪泰幸、宇都宮紀子、山川惠一（小學館編集部）
- 取材協力：鹿兒島縣下甑村（現薩摩川內市）立手打診療所
- 協力：沖繩縣、與那國町、日本航空、日本越洋航空、沖繩電視台、渋谷影視制片廠等
- 制作著作：富士電視台

※中島美雪《戀文》專輯裡收錄有《只有回憶太難過》的自身寫奏唱（self-cover）之歌曲。

## 電影
《小孤島大醫生》於2022年12月16日上映。

### 登場人物
- 五島健助：吉岡秀隆
- 五島彩佳（星野彩佳）：柴咲幸
- 原剛利：時任三郎
- 西山茉莉子：大塚寧寧
- 安藤重雄：泉谷茂
- 和田一範：筧利夫
- 星野正一：小林薰
- 星野昌代：朝加真由美
- 坂野孝：大森南朋
- 原剛洋：富岡涼
- 西野那美：生田繪梨花[2]
- 織田判斗：高橋海人（King & Prince）[3]

### 製作人員
- 原作：山田貴敏「小孤島大醫生」（小學館）
- 導演：中江功
- 編劇：吉田紀子
- 配樂：吉俁良
- 主題曲：中島美雪《騎在銀龍的背上》
- 製作：富士電視台
- 製片商：Atmovie
- 發行商：東寶

### 書籍
1. 瀬戸上健二郎，『Dr.コトーのモデル Dr.瀬戸上の離島診療所日記』，小學館，2006年 ISBN 409387686X
2. 漫談網，『Dr.コトー診療所：医でつなぐ信頼　離島医療の現実を描く』，每日新聞社，3月2日2008年。

## 外部連結
- 富士電視台
  - Dr.コトー診療所（第1シリーズ） （页面存档备份，存于）
  - Dr.コトー診療所2006（第2シリーズ） （页面存档备份，存于）

- 富士電視台隨選
  - Dr.コトー診療所（第1シリーズ） （页面存档备份，存于）
  - Dr.コトー診療所 特別編 （页面存档备份，存于）
  - Dr.コトー診療所2004 （页面存档备份，存于）
  - Dr.コトー診療所2006（第2シリーズ） （页面存档备份，存于）

- 緯來日本台
  - 小孤島大醫生 （页面存档备份，存于）

## 節目的變遷
| 日本富士電視台 木曜劇場 星期四 22:00至22:54 | 日本富士電視台 木曜劇場 星期四 22:00至22:54 | 日本富士電視台 木曜劇場 星期四 22:00至22:54 |
| ------------------------------------------- | ------------------------------------------- | ------------------------------------------- |
|                                             | 小孤島大醫生 （2003.7.3 - 2003.9.11）       |                                             |
| 新女婿大人 （2003.4.17 - 2003.6.26）        | 白色巨塔 （2003.10.9 - 2004.3.18）          |                                             |

| 日本富士電視台 木曜劇場 星期四 22:00至22:54 | 日本富士電視台 木曜劇場 星期四 22:00至22:54  | 日本富士電視台 木曜劇場 星期四 22:00至22:54 |
| ------------------------------------------- | -------------------------------------------- | ------------------------------------------- |
|                                             | 小孤島大醫生2006 （2006.10.12 - 2006.12.21） |                                             |
| 女人心機 （2006.7.6 - 2006.9.21）           | 敬啟、父親大人 （2007.1.11 - 2007.3.22）     |                                             |

| 臺灣緯來日本台 一番偶像劇 週一至週五晚間八點         | 臺灣緯來日本台 一番偶像劇 週一至週五晚間八點            | 臺灣緯來日本台 一番偶像劇 週一至週五晚間八點      |
| ---------------------------------------------------- | ------------------------------------------------------- | ------------------------------------------------- |
|                                                      | 小孤島大醫生2003 （2004.3.26 - 2004.4.10）              |                                                   |
| 天體觀測（KTV） （2004.3.10 - 2004.3.25）            | 戀愛偏差值 （2004.4.12 - 2004.4.27）                    |                                                   |
| 臺灣JET日本台 偶像劇 週一至週五晚間八點              |                                                         |                                                   |
| -                                                    | 小孤島大醫生2003 （2006.6.5 - 2006.6.19）               | -                                                 |
| 臺灣緯來日本台 一番偶像劇 週一至週五晚間八點         |                                                         |                                                   |
| 空姐特訓班特別篇之來去夏威夷 （2007.9.6 - 2007.9.7） | 小孤島大醫生2006 （2007.9.10 - 2007.9.24） (後時段變更) | 小護士當家（護士小葵） （2007.12.27 - 2008.1.11） |